# Староградски трг
Староградски трг (чеш. Staroměstské náměstí, раније Велики трг чеш. Velké náměstí) је трг у Старом граду Прага у Чешкој на 50° 5' 14" сгш и 14° 25' 17" игд.
Налази се између Вацлавског трга и Карловог моста, на такозваној Краљевској стази, траси која је у средњем веку водила од палате на данашњем тргу Републике до катедрале на Храдчанском замку. Током лета су један од најпосећенијих делова Прага. Са многим грађевинама разних архитектуралних стилова, готичком католичком црквом Богородице пред Тином познатијом као Тинска катедрала и барокном црквом светог Николе која припада Чехословачкој хуситској цркви, трг је оаза туриста. Поред многих цркви туристи на овом тргу могу видети и Астрономски сат док се са Староградске куле протеже панорамски поглед на Стари град.
На центру трга се налази статуа чешког верског реформатора Јана Хуса који је спаљен на ломачи јер су његова веровања проглашена јеретичким. Статуа је подигнута 6. јула 1915. поводом обележавања 500 година од његове смрти.
Староградски трг није само популарно место за туристе већ се на том тргу одржавају разне прославе, као Нова година; празничне пијаце за Божић и Ускрс и протести. По потреби се хокејашке и фудбалске утакмице приказују на великим екранима.